# Wieczna wojna
Wieczna wojna (tyt. oryg. Forever War) – powieść science fiction amerykańskiego pisarza Joego Haldemana, wydana w 1974 r. Polską edycję wydało wydawnictwo Zysk i S-ka w 1995 r. Powieść została nagrodzona Nebulą w 1975 r. oraz Hugo i Locusa w 1976 r.

## Fabuła
Utwór opowiada o międzygwiezdnej wojnie między Ziemianami a inteligentnymi obcymi – Tauranami, toczonej w ciągu setek lat. Bohaterem jest żołnierz William Mandella, który – dzięki efektom relatywistycznym – przeżywa swoje czasy o ponad tysiąc lat. Obserwuje przy tym przemiany kulturowe, jak i odkrycia naukowe dokonane w czasie jego podróży. Powieść porusza m.in. problemy kontroli urodzeń, klonowania, a nawet kontroli umysłu żołnierza.
Powieść ma charakter wybitnie pacyfistyczny i antymilitarystyczny.

## Kontynuacje
Kontynuacją powieści jest Wieczna wolność. Trylogii dopełnia środkowa część Wieczny pokój, choć występują tu inni bohaterowie. W świecie Wiecznej wojny rozgrywa się także opowiadanie Odrębna wojna, zamieszczone w antologii Dalekie horyzonty.

## Adaptacja komiksowa
Uznanie zdobyła także komiksowa forma powieści, której rysownikiem był belgijski rysownik Marvano.

## Adaptacja filmowa
12 października 2008 roku Ridley Scott potwierdził, iż po 25 latach oczekiwania aż prawa autorskie do tytułu staną się dostępne, powraca do fantastyki naukowej kręcąc film na podstawie książki Haldemana. W tym czasie znajdował się na etapie poszukiwań osoby odpowiedniej do napisania scenariusza.
W marcu 2009 roku Scott ogłosił, iż jego film będzie czerpał inspirację z obrazu Jamesa Camerona Avatar i w całości zostanie wykonany w technice 3D.